# بابلو فيليبي تيكسيرا
بابلو فيليبي تيكسيرا (بالبرتغالية: Pablo Felipe Teixeira‏) (23 يونيو 1992 في البرازيل – )؛ هو لاعب كرة قدم كان يلعب كمهاجم.

## وصلات خارجية
- بابلو فيليبي تيكسيرا على موقع رابطة كرة القدم اليابانية للمحترفين (اليابانية)
- بابلو فيليبي تيكسيرا على موقع قاعدة بيانات كرة القدم.إي يو (الإنجليزية)
- بابلو فيليبي تيكسيرا على موقع Soccerway.com (الإنجليزية)
- بابلو فيليبي تيكسيرا على موقع عالم كرة القدم.نت (الإنجليزية)
- بابلو فيليبي تيكسيرا على موقع AS.com (الإسبانية)